# 쇼와정 (도쿄도)
쇼와정(昭和町)은 도쿄도 기타타마군에 설치되었던 정이다. 현재의 아키시마시에 해당한다.

## 역사
- 1889년 4월 1일 - 가나가와현 기타타마군 고지촌, 후쿠지마촌, 쓰이지촌 (도쿄부), 나카가미촌, 미야자와촌, 오가미촌, 다나카촌 (도쿄부), 조카와라촌, 하이지마촌이 정촌조합을 결성, "나카가미촌 외 8촌 조합"이 발족.
- 1893년 4월 1일 = 도쿄부로 이관.
- 1902년 4월 1일 - 하이지마촌이 조합에서 독립. 나머지가 "나가가미촌 외 7촌 조합"이 됨.
- 1928년 1월 1일 - 합병하여 쇼와촌(昭和村)을 신설.
- 1941년 1월 1일 - 쇼와촌이 정촌제 시행으로 쇼와정(昭和町)이 됨.
- 1943년 7월 1일 - 도쿄도제 시행.
- 1954년 4월 1일 - 하이지마촌과 합병하여 아키시마시(昭島市)를 신설. 쇼와정은 폐지.